# يوسف أبو سمعان
يوسف محمد عبد الحليم أبو سمعان رياضي فلسطيني من مواليد عام 1987، ولد في ليبيا في مدينة بنغازي لأبوين فلسطينيين الجنسية والهوية، وهو بطل رياضة ألعاب القوى في فلسطين . شارك في بطولة العالم للشباب في بكين عام 2006وحاز على عديد من الجوائز , وفي البطولة العربية لألعاب القوي للشباب عام 2006 في المملكة الأردنية الهاشمية ولم يتمكن من المشاركة في البطولة لتأخره عن البطولة بسبب المعابر والحصار المفروض على غزة، وماراثون الإسكندرية الدولي عام 2007 في جمهورية مصر العربية، وقد أحرز العديد من البطولات المحلية أبرزها كأس الشهيد ياسر عرفات. وهو خريج التربية الرياضية من جامعة الأقصى في غزةحاصل على العديد من دورات التدريب والتحكيم المتخصصة في العاب القوى المعتمدة من الاتحاد الدولي.
يعمل الآن كمدرس للتربية الرياضية في مدرسة أسامة بن زيد الحكومية.
ويعمل كمدرب رياضي في عدة نوادي، ويعمل كمدرب رياضي للمعاقين بدنياً.